# 何家埔
何家埔是中国广东省广州市从化区的一个自然村。在太平镇西面约4000米，为何家埔村的驻地。明朝末期建村。建村时称卢家埔，有卢姓、沈姓、何姓村民同住。后来卢姓、沈姓村民迁出，只有何姓村民居住，遂改名为何家埔。1998年时，全村人口557人。